# Маклин, Натаниель
Натаниель Коллинз Маклин (англ. Nathaniel Collins McLean; 2 февраля 1815 — 4 января 1905) — американский юрист, фермер и генерал федеральной армии во время Гражданской войны в США.

## Ранние годы
Маклин родился в Огайо, в округе Уоррен, и был сыном Джона Маклина, кандидата в президенты на выборах 1856 и 1860 годов. Натаниель получил хорошее образование и в 16 лет окончил Огаста-Колледж в Кентукки. После этого он поступил в Гарвард-Колледж. В 1838 году он женился на Кэролайн Тью Бернетт, дочери цинциннатского судьи. Он занялся юридической практикой, но внезапно заболел и по совету врачей отправился в Европу для поправки здоровья. Вскоре после этого путешествия его жена умерла и в 1858 году он повторно женился на женщине из Луисвилля.

## Гражданская война
Когда началась гражданская война, Маклин организовал 75-й огайский добровольческий полк и 18 сентября 1861 года стал его полковником. Вместе с подполковником Р. А. Констеблем и майором Робертом Рейли он тренировал полк в Вайоминге, Огайо, в лагере Кэмп-Джон Маклин, который он назвал так в честь своего отца. Полк был включен в бригаду Роберта Милроя и был направлен в западную Вирджинию в распоряжение генерала Фримонта.
В январе 1862 года полк Маклина переправили по воде из Цинциннати в Крафтон (Вирджиния), откуда 17 февраля они ушли в Хаттонсвилль и присоединились к Горному департаменту. Оттуда Милрой отправил свою бригаду в Стаутон, и полк Маклина шёл в авангарде. Погода вынудила его остановиться в Монтерее, где ей пришлось отразить несколько атак южан — это было первое боевое столкновение в карьере Маклина. Вскоре навстречу Милрою выступил генерал Юга, Томас Джексон, и 8 мая произошло сражение при Макдауэлле, которое закончилось неудачно для федеральной армии, однако Маклин получил одобрение командования за храбрость.На следующий день Милрой отвел бригаду на запад. Несколько позже, в ходе сражения при Кросс-Кейс, Маклину поручили командовать бригадой, однако эта бригада все сражение простояла в резерве.
26 июня указом президента была сформирована Вирджинская армия, и огайская бригада Маклина оказалась в составе I корпуса этой армии. Во время второго сражения при Бул-Ран эта бригада находилась на левом фланге федеральной армии на высоте Чинн-Ридж. Здесь она попала под фланговую атаку корпуса Лонгстрита и понесла тяжёлые потери, но сумела продержаться около получаса, что дало командованию армии время подтянуть резервы и организовать оборону. Это спасло Вирджинскую армию от полного разгрома.
29 сентября 1862 года Маклин получил звание бригадного генерала за Бул-Ран.
После сражения бригаду Маклина отвели в укрепления Вашингтона. Вирджинская армия была расформирована, а I корпус переименовали в XI корпус Потомакской армии. В сентябре этот корпус находился в Вашингтоне и не принимал участия в Мерилендской кампании. В декабре, во время сражения при Фредериксберге, корпус использовался как резервный, поэтому бригада Маклина не участвовала в бою.
В мае командование корпусом принял Оливер Ховард. В это время Маклин уже командовал дивизией, однако, хотя Маклин ничем себя не скомпрометировал, Ховард вернул его в бригаду, а дивизию передал Чарльзу Дивенсу.
На тот момент бригада насчитывала 2353 человека и имела следующий вид:
- 17-й Коннектикутский пехотный полк; полковник Дуглас Флауэр
- 25-й Огайский пехотный полк; подполковник Джеремия Уильямс
- 55-й Огайский пехотный полк; полковник Чарльз Гэмби
- 75-й Огайский пехотный полк; полковник Эндрю Харрис
- 107-й Огайский пехотный полк; полковник Джон Луц

Во время сражения при Чанселорсвилле эта дивизия оказалась на правом фланге армии, где попала под фланговый удар дивизий Томаса Джексона. Дивенс, возможно, был нетрезв в этот момент и не смог грамотно управлять дивизией, а затем был ранен в ногу, поэтому командование перешло к Маклину. Именно ему пришлось наводить порядок в разгромленной дивизии. Ховард никого не объявил ответственным, однако Маклина сняли с бригадного командования и отправили в Огайо.

## Послевоенная деятельность
После войны Маклин вернулся в Цинцинати и снова стал юристом. Позже он переехал в Миннесоту и занялся фермерством. В 1885 году он переехал в Беллпорт в штате Нью-Йорк. Он умер в Беллпорте в 1905 году.